# Wieża św. Tomasza
Wieża św. Tomasza (malt. Torri ta’ San Tumas, ang. St Thomas Tower) – jedna z pięciu umocnionych kamiennych wież obserwacyjnych, zbudowana za czasów wielkiego mistrza kawalerów maltańskich Alofa de Wignacourt w okresie pomiędzy latami 1610–1649. Wieże Wignacourta różnią się od wież Lascarisa oraz wież de Redina. Nie są prostymi wieżami obserwacyjnymi, a w zasadzie sporymi fortyfikacjami umożliwiającymi stawianie oporu i stanowiącymi schronienie dla załogi. Wieża została nazwana imieniem św. Tomasza, którego kaplica znajdowała się w pobliżu.
Wieża św. Tomasza została zbudowana w roku 1614 na wysuniętym cyplu w miejscowości Marsaskala, we wschodniej części wyspy Malta. Sąsiadowała ze znajdującą się z drugiej strony zatoki Marsaskala (na przylądku Ponta taż-Żonqor), a zburzoną w roku 1915 wieżą Żonqor (jedną z wież de Redina). Koszt budowy obiektu wyniósł 12 000 skudów.
Za panowania wielkiego mistrza Ramona Perellos y Roccaful był realizowany plan umocnienia wybrzeży wyspy siecią fortyfikacji. Zbudowano wówczas 2 nabrzeżne baterie chroniące zatokę św. Tomasza baterię Maħsel oraz baterię Rihama oraz dobudowano baterię do Wieży św. Tomasza (1715–1716).
W czasie panowania brytyjskiego na Malcie wieża służyła jako więzienie dla jeńców wojennych.
Wieża jest administrowana przez Fondazzjoni Wirt Artna. Została wpisana na listę dziedzictwa National Inventory of the Cultural Property of the Maltese Islands pod numerem 01377.
Obecnie w wieży mieści się Muzeum Piratów i Korsarzy (Pirates & Corsairs St. Thomas Tower Museum).